# Bitva u Sedanu (1870)
Bitva u Sedanu představovala součást prusko-francouzské války. Proběhla 1. září 1870 poblíž francouzského města Sedan v Ardensku. Pruská vojska pod vedením Viléma I. Pruského zde porazila vojska Francie v čele s Napoleonem III. Napoleon III. byl v bitvě zajat.

## Postup Němců
Francouzský císař Napoleon III. v červenci roku 1870 vyhlásil válku Prusku. Toto rozhodnutí byla velká chyba. Francouzská armáda se v té době nemohla rovnat organizací, výcvikem, ani silou pruské armádě. Prusové měli větší počet vojáků (380 000 mužů ku 224 000 francouzských mužů), a jejich generální štáb pod velením generála von Moltkeho patřil k nejlepším v Evropě. Po začátku pruského útoku a rychlých porážkách francouzské armády převzal velení sám Napoleon III., ale on sám se svými vojsky prohrál v bitvě u Gravelotte-St. Privat a francouzská armáda se dostala do obklíčení v Métách. Francouzský generál Patrice de MacMahon spěchal vojskům na pomoc, se svou armádou čítající 120 000 mužů, podél řeky Mázy, kde ale narazil na Prusy, a proto zřídil obranu ve městě Sedanu. Město bylo během několika dní obklíčeno pruskou armádou. Generál MacMahon byl odvolán a nahrazen Auguste-Alexandre Ducrotem.

## Bitva
Bitva začala 1. září ve čtyři hodiny ráno. Zahájila ji nemilosrdná palba pruských děl, uspořádaných nad městem v půlkruhu. Ostřelování způsobilo Francouzům velké ztráty a ti byli donuceni v poledne požádat o posily, konkrétně o kavalerii. Kavalerie se čtyřikrát za sebou vrhla proti dělům, ale byla zmasakrována včetně svého velitele Gallifeta. V pět hodin už se většina francouzských vojáků snažila uprchnout pryč. Francouzský císař Napoleon III. byl zajat a ve Francii byla vyhlášena republika. Bitva u Sedanu skončila pro Francouze ztrátami 17 000 mužů a zajato bylo okolo 100 000 mužů. Prusové ztratili 9000 mužů.